# Зенели, Бесфорт
Бесфорт Зенели (швед. Besfort Zeneli; род. 21 ноября 2002) — шведский и косовский футболист, полузащитник клуба «Эльфсборг».

## Клубная карьера
Является воспитанником «Эльфсборга», где прошёл путь от детских команд до основной. В январе 2022 года подписал с клубом первый профессиональный контракт, рассчитанный на два года. Первую игру за основной состав провёл 28 июля в ответной встрече второго квалификационного раунда Лиги конференций с норвежским «Молде», в которой он появился на поле на 74-й минуте вместо Майкла Байду. 11 сентября того же года в игре против «Сундсвалля» дебютировал в чемпионате Швеции, выйдя на замену на последних секундах встречи.

## Карьера в сборной
В октябре 2021 года в интервью косовским СМИ заявил, что отказался выступать за молодёжную сборную Швеции, и ожидает вызова в косовской. 15 сентября 2022 года получил вызов в молодёжную сборную Косова на тренировочный сбор в Турции.

## Личная жизнь
Старший брат, Арбер Зенели, также профессиональный футболист, игрок национальной сборной Косова.

## Клубная статистика
| Выступление      | Выступление      | Выступление      | Лига | Лига | Кубки | Кубки | Конт. кубки | Конт. кубки | Итого | Итого |
| Клуб             | Лига             | Сезон            | Игры | Голы | Игры  | Голы  | Игры        | Голы        | Игры  | Голы  |
| ---------------- | ---------------- | ---------------- | ---- | ---- | ----- | ----- | ----------- | ----------- | ----- | ----- |
| Норрчёпинг       | Алльсвенскан     | 2022             | 1    | 0    | 1     | 0     | 1           | 0           | 3     | 0     |
| Норрчёпинг       | Итого            | Итого            | 1    | 0    | 1     | 0     | 1           | 0           | 3     | 0     |
| Всего за карьеру | Всего за карьеру | Всего за карьеру | 1    | 0    | 1     | 0     | 1           | 0           | 3     | 0     |